# Grosses Haus
Groẞes Haus – w latach 1940-1945 część Reichsgautheater Posen. Był to przejęty przez Niemców Teatr Wielki im. Stanisława Moniuszki w Poznaniu.
W skład Reichsgautheater Posen wchodził również Kleines Haus (dzisiejszy Teatr Polski). Reichsgautheater był finansowany z budżetu miasta. 
Po utworzeniu Reichsgau Wartheland rozpoczęto w Poznaniu tworzenie modelowych instytucji niemieckiej kultury. W styczniu 1940 budynek Opery został poddany przebudowie, którą finansowo wspierał minister propagandy Joseph Goebbels. Między innymi dobudowano Lożę Honorową dla Adolfa Hitlera, zmieniono wystrój wnętrz i detali, aby odwzorować architektoniczny styl III Rzeszy. Wyposażono teatr w obrotową scenę oraz kabinę reżyserską. 
Pierwszą sztuką, jaka została wystawiona w tym czasie, był Prinz von Homburg autorstwa Heinricha von Kleista. Premiera odbyła się 18 marca 1941. W repertuarze dominowała twórczość niemieckich artystów: Mozarta, Wagnera czy Bacha oraz klasyków włoskich. Pierwszą, a zarazem jedyną słowiańską operą wystawioną na niemieckiej scenie, była Sprzedana narzeczona Bedřicha Smetany. Ostatni spektakl odbył się 29 sierpnia 1944 roku. Tego wieczoru wystawiono Moja siostra i ja Ralpha Benatzky'ego. W latach 1941–1944 wystawiono 2354 przedstawień na obu scenach Reichsgautheater Posen, z czego zdecydowaną większość na deskach Grosses Haus.
Polacy zostali prawie całkowicie odsunięci od działalności w teatrze. Byli członkami zespołu technicznego lub administracyjnego niższego szczebla. W nielicznych przypadkach stanowili część zespołu muzycznego lub artystycznego. Należy tu wspomnieć o postaci Leona Feista, który już od roku 1921 związany z poznańską sceną operową, był nieformalnym przywódcą grupy statystów.